# Game Over (książka)
Game Over – książka autorstwa Davida Sheffa, poświęcona historii przedsiębiorstwa Nintendo. Pierwsze wydanie miało miejsce nakładem wydawnictwa Random House w 1993 roku.

## Treść
Sheff opisuje historię Nintendo od chwili założenia w 1889 roku, skupiając się w szczególności na działalności firmy w Stanach Zjednoczonych. Szukając odpowiedzi na pytanie, w jaki sposób Nintendo stało się dominującą siłą na amerykańskim rynku gier wideo, autor opisuje jego praktyki biznesowe i strategię, a także otaczające je kontrowersje – m.in. oskarżenia o nieuczciwą konkurencję lub o szkodliwy wpływ gier na młodzież. Oprócz tego w wątkach pobocznych opisana jest pokrótce historia innych przedstawicieli branży gier (np. Atari lub Electronic Arts). Na potrzeby książki Sheff przeprowadził wywiady z wieloma osobami związanymi z Nintendo, takimi jak Hiroshi Yamauchi, Howard Lincoln lub Minoru Arakawa.
Choć podtytuł pierwszego wydania, How Nintendo Zapped an American Industry, Captured Your Dollars, and Enslaved Your Children, może brzmieć alarmistycznie, książka nie ma charakteru wprost krytycznego wobec Nintendo i traktuje temat neutralnie. Autor po wydaniu książki bronił jej podtytułu, argumentując, że gry Nintendo istotnie wywierają na dzieci „zniewalający” wpływ.

## Okoliczności powstania książki
Autor książki, David Sheff, był dziennikarzem znanym przede wszystkim z wywiadów z Johnem Lennonem i Yoko Ono dla czasopisma Playboy. Temat Nintendo zainteresował go po tym, jak jego syn otrzymał na Boże Narodzenie konsolę Nintendo Entertainment System, która – według słów Sheffa – szybko stała się dla chłopca i jego kolegów „obsesją”. Do swojego pomysłu Sheff przekonał redaktora naczelnego magazynu „Men's Life”, który wysłał go w pierwsze podróże do siedzib Nintendo w Ameryce i Japonii. Początkowo Sheff planował napisanie jedynie artykułu o Nintendo, lecz ostatecznie plan przerodził się w napisanie całej książki.

### Publikacja
Przed wydaniem książki jej fragmenty ukazały się w czasopismach „San Francisco Focus”, „Men's Life”, „Playboy” i „Rolling Stone”. Pierwsze wydanie książki ukazało się 1 marca 1993 roku nakładem wydawnictwa Random House, z podtytułem How Nintendo Zapped an American Industry, Captured Your Dollars, and Enslaved Your Children.
Drugie wydanie ukazało się w 1994 roku nakładem Vintage Press, z podtytułem How Nintendo Conquered the World. Zawiera ono dodatkowy rozdział, opisujący kontrowersje związane z ocenzurowanym wydaniem Mortal Kombat na konsolę SNES, narastającą konkurencję ze strony Sony, Atari i 3DO oraz zapowiedź nowej konsoli Nintendo 64.
Wydanie z 1999 roku, nakładem wydawnictwa GamePress, opatrzone było podtytułem Press Start To Continue. Zawiera ono dodatkowy rozdział autorstwa dziennikarza Andy'ego Eddy'ego, streszczający ważne zdarzenia w branży gier od czasu pierwszego wydania, np. pojawienie się systemów oceny wiekowej gier lub inauguracja targów Electronic Entertainment Expo. Wydanie to uzupełnione zostało także o zdjęcia ilustrujące historię Nintendo.

## Odbiór
W chwili wydania w 1993 roku Game Over została ciepło przyjęta przez krytyków. Pismo o grach komputerowych „Edge” poleciło książkę czytelnikom, a recenzent w piśmie „Electronic Games” chwalił ją m.in. za barwne sportretowanie opisanych w niej postaci. W 1999 roku recenzent „Chicago Tribune” określił Game Over jako „znakomitą lekturę” i „prawdopodobnie najlepszy wgląd w Nintendo, jaki kiedykolwiek zostanie dany publice”. Z drugiej strony książka była też krytykowana jako zbyt rozwlekła i mająca zbyt wiele wątków niezwiązanych z główną treścią. Na przykład recenzent w „The Independent” sugerował, że „skrócona do połowy byłaby lepsza, a do jednej czwartej – mogłaby nawet być genialna”.
Game Over szybko zyskała reputację jednego z najlepszych źródeł informacji na temat Nintendo. Redaktorzy pisma „Next Generation” w 1995 roku podkreślali, że z książki czerpią informacje praktycznie codziennie. Według serwisu IGN, Game Over dla wielu publicystów piszących o grach komputerowych stanowi „stały punkt odniesienia”, a wiele ciekawostek o Nintendo pojawiających się na łamach pism pochodzi właśnie z tej książki. Z okazji trzeciego wydania IGN określił książkę jako fascynującą i dokładnie opisującą aspekty przemysłu gier komputerowych w najdrobniejszych szczegółach, nazywając ją „najlepszą Biblią gracza wideo”. Publicysta serwisu US Gamer podkreślał, że swobodny dostęp, jaki uzyskał Sheff do ludzi związanych z Nintendo, był „bezprecedensowy (i niepowtarzalny)”. Określił Game Over jako „definitywne dzieło na ten temat”, stanowiące główne źródło dla każdego, kto od czasu jej wydania próbował pisać o Nintendo.